# Чемпионат Европы по фигурному катанию 1901
Чемпионат Европы по фигурному катанию 1901 года — соревнование по фигурному катанию за титул чемпиона Европы, которое проходило в Вене, Австрия 13 января  1901 года. Соревновались только мужчины по программе обязательных упражнений. Победителем стал Густав Хюгель. Впервые соревнования судил российский судья Вячеслав Срезневский.
Следующие два чемпионата планировалось провести в Амстердаме. Чемпионат 1902 года был отменён из-за отсутствия льда в Амстердаме. Чемпионат 1903 года, также из-за отсутствия льда, был перенесён в Стокгольм, но был отменён, потому что на него приехал только один фигурист.
| Место | Имя            | Страна   | Баллы |
| ----- | -------------- | -------- | ----- |
| 1     | Густав Хюгель  | Австрия  | 5     |
| 2     | Гильберт Фукс  | Германия | 11    |
| 3     | Ульрих Сальхов | Швеция   | 14    |

Судьи:
- Вячеслав Срезневский  Россия
- H. Ehrentraut  Германия
- Karl Kaiser  Австрия
- Тибор фон Фёльдвари  Венгрия
- Ludwig Fänner  Австрия